# 오노지마촌
오노지마촌(大野島村)은 일본 후쿠오카현 미즈마군에 설치되었던 촌이다. 현재의 오카와시의 일부에 해당한다.